# Cour d'appel des États-Unis pour le sixième circuit
La cour d’appel des États-Unis pour le sixième circuit (United States Court of Appeals for the Sixth Circuit), sise à Cincinnati, est une cour d'appel fédérale américaine, devant laquelle sont interjetés les appels en provenance des 9 cours de district (United States District Court) suivantes :
| États     | Districts | Nombre de comtés | Comtés |
| --------- | --------- | ---------------- | --- |
| Kentucky  | est       | 67               | Anderson, Bath, Bell, Boone, Bourbon, Boyd, Boyle, Bracken, Breathitt, Campbell, Carroll, Carter, Clark, Clay, Elliott, Estill, Fayette, Fleming, Floyd, Franklin, Gallatin, Garrard, Grant, Greenup, Harlan, Harrison, Henry, Jackson, Jessamine, Johnson, Kenton, Knott, Knox, Laurel, Lawrence, Lee, Leslie, Letcher, Lewis, Lincoln, Madison, Magoffin, Martin, Mason, McCreary, Menifee, Mercer, Montgomery, Morgan, Nicholas, Owen, Owsley, Pendleton, Perry, Pike, Powell, Pulaski, Robertson, Rockcastle, Rowan, Scott, Shelby, Trimble, Wayne, Whitley, Wolfe et Woodford. |
| Kentucky  | ouest     | 53               | Adair, Allen, Ballard, Barren, Breckinridge, Bullitt, Butler, Caldwell, Calloway, Carlisle, Casey, Christian, Clinton, Crittenden, Cumberland, Daviess, Edmonson, Fulton, Graves, Grayson, Green, Hancock, Hardin, Hart, Henderson, Hickman, Hopkins, Jefferson, LaRue, Livingston, Logan, Lyon, Marion, Marshall, McCracken, McLean, Meade, Metcalfe, Monroe, Muhlenberg, Nelson, Ohio, Oldham, Russell, Simpson, Spencer, Taylor, Todd, Trigg, Union, Warren, Washington et Webster.                                                                                              |
| Michigan  | est       | 34               | Alcona, Alpena, Arenac, Bay, Cheboygan, Clare, Crawford, Genesee, Gladwin, Gratiot, Huron, Iosco, Isabella, Jackson, Lapeer, Lenawee, Livingston, Macomb, Midland, Monroe, Montmorency, Oakland, Ogemaw, Oscoda, Otsego, Presque Isle, Roscommon, Saginaw, Saint Clair, Sanilac, Shiawassee, Tuscola, Washtenaw et Wayne. |
| Michigan  | ouest     | 49               | Alger, Allegan, Antrim, Baraga, Barry, Benzie, Berrien, Branch, Calhoun, Cass, Charlevoix, Chippewa, Clinton, Delta, Dickinson, Eaton, Emmet, Gogebic, Grand Traverse, Houghton, Hillsdale, Ingham, Ionia, Iron, Kalamazoo, Kalkaska, Kent, Keweenaw, Lake, Leelanau, Luce, Mackinac, Manistee, Marquette, Mason, Mecosta, Menominee, Missaukee, Montcalm, Muskegon, Newaygo, Oceana, Ontonagon, Osceola, Ottawa, Saint-Joseph, Schoolcraft, Van Buren et Wexford. |
| Ohio      | nord      | 48               | Allen, Ashland, Ashtabula, Auglaize, Carroll, Champaign, Clark, Columbiana, Crawford, Cuyahoga, Darke, Defiance, Erie, Fulton, Geauga, Greene, Hancock, Hardin, Henry, Holmes, Huron, Lake, Lorain, Lucas, Mahoning, Marion, Medina, Mercer, Miami, Montgomery, Ottawa, Paulding, Portage, Preble, Putnam, Richland, Sandusky, Seneca, Shelby, Stark, Summit, Trumbull, Tuscarawas, Van Wert, Wayne, Williams, Wood et Wyandot. |
| Ohio      | sud       | 40               | Adams, Athens, Belmont, Brown, Butler, Clermont, Clinton, Coshocton, Delaware, Fairfield, Fayette, Franklin, Gallia, Guernsey, Hamilton, Harrison, Highland, Hocking, Jackson, Jefferson, Knox, Lawrence, Licking, Logan, Madison, Meigs, Monroe, Morgan, Morrow, Muskingum, Noble, Perry, Pickaway, Pike, Ross, Scioto, Union, Vinton, Warren et Washington. |
| Tennessee | centre    | 32               | Cannon, Cheatham, Clay, Cumberland, Davidson, DeKalb, Dickson, Fentress, Giles, Hickman, Houston, Humphreys, Jackson, Lawrence, Lewis, Macon, Marshall, Maury, Montgomery, Overton, Pickett, Putnam, Robertson, Rutherford, Smith, Stewart, Sumner, Trousdale, Wayne, White, Williamson et Wilson. |
| Tennessee | est       | 41               | Anderson, Bedford, Bledsoe, Blount, Bradley, Campbell, Carter, Claiborne, Cocke, Coffee, Franklin, Grainger, Greene, Grundy, Hamblen, Hamilton, Hancock, Hawkins, Jefferson, Johnson, Knox, Lincoln, Loudon, Marion, McMinn, Meigs, Monroe, Moore, Morgan, Polk, Rhea, Roane, Scott, Sequatchie, Sevier, Sullivan, Unicoi, Union, Van Buren, Warren et Washington. |
| Tennessee | ouest     | 22               | Benton, Carroll, Chester, Crockett, Decatur, Dyer, Fayette, Gibson, Hardeman, Hardin, Haywood, Henderson, Henry, Lake, Lauderdale, Madison, McNairy, Obion, Perry, Shelby, Tipton et Weakley. |